# 비밀의 문: 의궤 살인 사건
《비밀의 문: 의궤 살인 사건》은 2014년 9월 22일부터 2014년 12월 9일까지 SBS에서 방영된 대기획 드라마이다.

## 줄거리
사도세자의 죽음을 둘러싼 비밀을 파헤치는 이야기를 다뤘다.

## 등장 인물

### 주요 인물
- 한석규 : 영조(英祖) 역

숙종의 네번째 아들이자 숙빈 최씨의 소생으로 조선의 21대 군왕이다.
- 이제훈 : 이선 역 (아역: 조연호, 양온유, 이호준, 김우석)

영조의 차남이자 영빈 이씨의 소생이다.
- 김유정 : 서지담(徐池談) 역 (청년 윤소희)
- 박은빈 : 혜경궁 홍씨(惠慶宮 洪氏) 역

사도세자의 비.
- 김민종 : 나철주(羅哲柱) 역

광통교를 중심으로 활동하는 검계 동방(東方)의 수장. 가상의 인물이다.
- 김창완 : 김택(金澤) 역

호는 해연(垓？). 노론의 영수로 현직 의정부 영의정. 역시 가상의 인물이다.
- 이원종 : 박문수(朴文秀) 역

호는 기은(耆隱). 현직 우참찬, 세자의 스승이자 소론의 실세.

### 사도세자 주변 인물
- 최원영 : 채제공(蔡濟恭) 역

현직 홍문관 수찬, 후일 도승지. 당색은 남인(南人).
- 강서준 : 민우섭(閔雨燮) 역

노론의 실세인 민백상의 양자, 세자익위사.
- 권해효 : 서균(徐筠) 역

지담의 아버지이자 책쾌(오늘날의 서적상). 가명인물이다.
- 서준영 : 신흥복(申興福) 역 (특별출연)

도화서 화원이자 예진화사(세자의 초상화를 그리는 화원). 가상의 인물이다.
- 최재환 : 허정운(許鄭雲) 역 (특별출연)

도화서 화원이자 신흥복의 절친이다.

### 조정 인물들
- 김명국 : 홍봉한(洪鳳漢) 역

헌경왕후의 부친.
- 장현성 : 홍계희(洪啓禧) 역

병조판서.
- 김하균 : 김상로(金尙魯) 역

훗날 의정부 좌의정.
- 엄효섭 : 민백상(閔百祥) 역

부제학. 민우섭의 양부이다.
- 전국환 : 이종성(李宗城) 역

현직 의정부 좌의정으로 소론의 영수이자 정신적 지주.
- 김승욱 : 조재호(趙載浩) 역

호는 손재(損齋), 소론의 실세이자 현직 한성부 판윤.
- 김광인 : 김한구(金漢耉) 역 (특별출연)

정순왕후의 부친.
- 백승현 : 신치운(申致雲) 역

정치감각 전무한 각 잡힌 선비. 소론 제일의 강경파.
- 정문성 : 변종인(卞宗仁) 역

좌포청 종사관.
- 정규수 : 양순만 역

대전 어의.
- 미상 : 유수원(柳壽垣) 역

호는 농암(聾菴), 일찍이 관직을 버리고 여항에 뿌리를 내린 은둔 처사.
- 미상 : 윤지(尹志) 역

소론 재야 강경파로 가파른 성품의 소유자.
- 미상 : 이하징(李夏徵) 역

전 나주목사, 윤지와 더불어 괘서사건을 일으킨 주역.
- 미상 : 심정연(沈鼎衍) 역

문무겸전의 인재, 현 성균관 유생.

### 왕실 인물
- 미상 : 인원왕후 역

숙종의 둘째계비이자 영조의 모.
- 미상 : 숙빈 최씨 역

숙종의 총관후궁으로 영조의 모친.
- 미상 : 정성왕후 역

영조의 비이자 사도세자의 법적모.
- 미상 : 영빈 이씨 역

영조의 총관후궁으로 사도세자의 모친.
- 하승리 : 정순왕후 역

영조의 계비이자 사도세자의 법적모.
- 이경은 : 숙의 문씨 역

영조의 후궁으로 조선의 팜므파탈.
- 이제훈 : 이산 (李祘) 역 (아역: 홍지오, 이도현, 김단율, 김우석)

영조의 손자로 사도세자와 혜경궁 홍씨의 차남. 훗날의 조선 22대 군주.

### 궁인 및 별감
- 손병호 : 김상익 역

영조의 최측근 내관이자 내시부 수장으로 종2품, 상선이다.
- 박현숙 : 최상궁 역

동궁전 상궁.
- 김강현 : 장내관 역

본명은 장홍기로 동궁전 내관이다.
- 김미란 : 김상궁 역

빈궁전 상궁.
- 이미영 : 민상궁 역

대전 지밀상궁이자 영조의 생모인 숙빈 최씨를 모셨던 생각시 출신이다.
- 김태훈 : 강필재(姜弼載) 역

동궁전 별감.
- 이원재 : 강서원(姜曙元) 역

동궁전 별감.
- 최원홍 : 엄재선 역

대전의 어린내관.

### 부용재 사람들
- 박효주 : 운심(雲心) 역 - 부용재 행수, 도성 최고의 명기
- 김보령 : 춘월(春月) 역 - 부용재 기녀, 생황의 달인

### 검계들
- 정욱 : 흑표(黑豹) 역 - 도성 최고의 정치검계, 서방의 표면적인 우두머리
- 최우준 : 장삼 역 - 나철주의 오른팔로 발 빠른 정보통
- 지상혁 : 이사 역 - 나철주의 왼팔, 암기를 잘 다루는 전형적인 서울내기

### 그 외 인물
- 박소은 : 신고은 역 - 신흥복의 동생
- 김영선 : 신흥복의 어머니 역
- 김한준 : 최포교 역 - 좌포청 포교, 종사관 변종인의 수하
- 김재철 : 정포교 역 - 좌포청 포교, 종사관 변종인의 수하
- 김현 : 장화원 역 - 도화서 화원, 신흥복과 허정운의 선임 화원
- 윤서현 : 천승세 역 - 날품팔이꾼, 의궤살인사건 주요 증인
- 미상 : 서직수 역 - 의릉 능참봉, 의궤살인사건 주요 증인
- 미상 : 주모 역 - 의궤살인사건 주요 증인
- 진현광 : 내금위장 역
- 이익준 : 김도형 역
- 민준현 : 정창의 역
- 강동엽 : 풍 역
- 유재근 : 운 역
- 김광태 : 뢰 역
- 박대규 : 옥리 역
- 곽희성 : 김무 역 (특별출연)
- 이원근 : 김문 역 (특별출연)
- 조우진 : 이달성 역 (특별출연)
- 김정학 : 장휘량 역 (특별출연)
- 장인섭 : 장동기 역 (특별출연)
- 백철민 : 이교 역 (특별출연)

### 청나라 인물
- 송용태: 소호계 역 (특별출연)
- 이용직: 송귀 역 (특별출연)

## 시청률
최저 시청률과 최고 시청률은 시청률 조사회사와 지역별로 시청률에 차이가 있을 수 있습니다.
| 2014년      | 2014년      | 2014년         | 2014년       | 2014년         | 2014년       |
| 회차        | 방송일      | TNmS 시청률    | TNmS 시청률  | AGB 시청률     | AGB 시청률   |
| 회차        | 방송일      | 대한민국(전국) | 서울(수도권) | 대한민국(전국) | 서울(수도권) |
| ----------- | ----------- | -------------- | ------------ | -------------- | ------------ |
| 제1회       | 9월 22일    | 7.9%           | 9.9%         | 8.8%           | 9.9%         |
| 제2회       | 9월 23일    | 9.5%           | 12.7%        | 9.7%           | 11.0%        |
| 제3회       | 9월 29일    | 7.7%           | 9.6%         | 7.9%           | 9.0%         |
| 제4회       | 9월 30일    | 8.9%           | 10.5%        | 10.0%          | 11.1%        |
| 제5회       | 10월 6일    | 7.0%           | 8.4%         | 7.5%           | 7.8%         |
| 제6회       | 10월 7일    | 7.0%           | 8.6%         | 7.0%           | 7.3%         |
| 제7회       | 10월 13일   | 6.1%           | 7.0%         | 7.0%           | 7.2%         |
| 제8회       | 10월 14일   | 6.9%           | 8.1%         | 6.4%           | 6.8%         |
| 제9회       | 10월 20일   | 6.0%           | 6.5%         | 6.0%           | 6.7%         |
| 제10회      | 10월 21일   | 5.9%           | 7.6%         | 6.0%           | 6.9%         |
| 제11회      | 10월 27일   | 4.2%           | 4.4%         | 4.0%           | 4.7%         |
| 제12회      | 10월 28일   | 6.2%           | 8.3%         | 6.3%           | 7.0%         |
| 제13회      | 11월 3일    | 5.6%           | 5.7%         | 5.2%           | 5.9%         |
| 제14회      | 11월 4일    | 6.9%           | 8.0%         | 6.2%           | 7.1%         |
| 제15회      | 11월 10일   | 5.4%           | 6.1%         | 5.3%           | 5.7%         |
| 제16회      | 11월 11일   | 5.2%           | 6.2%         | 5.3%           | 6.1%         |
| 제17회      | 11월 17일   | 5.5%           | 6.3%         | 5.5%           | 5.4%         |
| 제18회      | 11월 18일   | 6.3%           | 6.7%         | 5.6%           | 6.0%         |
| 제19회      | 11월 24일   | 5.0%           | 6.0%         | 5.5%           | 5.9%         |
| 제20회      | 11월 25일   | 5.0%           | 5.4%         | 5.4%           | 5.5%         |
| 제21회      | 12월 1일    | 5.1%           | 6.0%         | 6.1%           | 6.7%         |
| 제22회      | 12월 2일    | 5.2%           | 6.2%         | 5.4%           | 5.7%         |
| 제23회      | 12월 8일    | 4.5%           | 5.5%         | 4.3%           | 4.4%         |
| 제24회      | 12월 9일    | 5.1%           | 5.5%         | 5.2%           | 5.7%         |
| 평균 시청률 | 평균 시청률 | 6.2%           | 7.3%         | 6.3%           | 6.9%         |

## 수상
- 2014년 SBS 연기대상 10대 스타상, 장편드라마 부문 남자 최우수 연기상 이제훈
- 2014년 SBS 연기대상 뉴스타상 김유정

## 동시간대 드라마
- KBS 월화 미니시리즈

《연애의 발견》 (2014년 8월 18일 ~ 2014년 10월 7일)
《내일도 칸타빌레》 (2014년 10월 13일 ~ 2014년 12월 2일)
《힐러》 (2014년 12월 8일 ~ 2015년 2월 10일)
- MBC 월화 미니시리즈

《야경꾼 일지》 (2014년 8월 4일 ~ 2014년 10월 21일)
《오만과 편견》 (2014년 10월 27일 ~ 2015년 1월 13일)

## 같이 보기
- 조선 영조
- 조선 장조
- 조선 정조
- 노론
- 소론
- 임오화변